# Снегоуборщик (фильм)
«Снегоуборщик» (англ. Cold Pursuit) — боевик с элементами чёрной комедии режиссёра Ханса Петтера Муланда. В главной роли — Лиам Нисон. Является ремейком норвежско-шведского фильма 2014 года «Дурацкое дело нехитрое», снятого этим же режиссёром, где главную роль исполнил Стеллан Скарсгард. 
Выход в прокат в США состоялся 8 февраля 2019 года, в России — 7 февраля.

## Сюжет
В центре сюжета образцовый мужчина, Мистер Коксман, который радикально меняется после того, как наркодилеры лишают жизни его взрослого сына, и он решает отомстить.

## В ролях
- Лиам Нисон — Нельсон «Нельс» Коксман
- Том Джексон[англ.] — Белый Бык Легрю
- Том Бейтман — Тревор «Викинг» Кэлкот
- Эмми Россум — Кимберли «Ким» Даш
- Доменик Ломбардоззи — Мустанг
- Джулия Джонс — Айя
- Джон Доман — Джон «Гип» Гипски, партнёр Ким
- Лора Дерн — Грейс Коксман
- Алекс Паунович — детектив Осгард
- Уильям Форсайт — Брок «Вингман» Коксман
- Рауль Трухильо — Торп
- Дэвид О’Хара — Галлум «Слай» Ферранте, силовик Викинга
- Майкл Эклунд — Стив «Спидо» Миллинер
- Брэдли Страйкер — Джейсон «Лимбо» Рутман
- Майкл Адамтуэйт — Джефф «Санта» Кристенсен
- Элисия Ротару[англ.] — официантка в закусочной

## Съёмки
Съёмки начались в марте 2017 года в канадской провинции Альберта. Съёмки также проходили в Ферни.

## Критика
На сайте Rotten Tomatoes фильм имеет рейтинг 68 % на основе 186 рецензий критиков со средней оценкой 6,2 из 10. На сайте Metacritic фильм получил оценку 57 из 100 на основе 39 рецензий, что соответствует статусу «смешанные или средние отзывы».

## Награды и номинации
| Награды и номинации | Награды и номинации                              | Награды и номинации | Награды и номинации |
| Награда             | Категория                                        | Результат           |                     |
| ------------------- | ------------------------------------------------ | ------------------- | ------------------- |
| «Сатурн»            | Лучший приключенческий фильм, боевик или триллер | Номинация           |                     |